# Aure-sur-Mer
Aure-sur-Mer – gmina we Francji, w regionie Normandia, w departamencie Calvados. W 2013 roku liczba ludności wynosiła 755 mieszkańców. 
Gmina została utworzona 1 stycznia 2017 roku z połączenia dwóch ówczesnych gmin: Russy oraz Sainte-Honorine-des-Pertes. Siedzibą gminy została miejscowość Sainte-Honorine-des-Pertes.